# Schedocleidochasma immersum
Schedocleidochasma immersum är en mossdjursart som beskrevs av Soule, Soule och Chaney 1991. Schedocleidochasma immersum ingår i släktet Schedocleidochasma och familjen Phidoloporidae. Inga underarter finns listade i Catalogue of Life.